# In Time
In Time és una pel·lícula estatunidenca, de ciència-ficció distòpica i thriller, escrita i dirigida per Andrew Niccol i protagonitzada per Amanda Seyfried, Justin Timberlake, Cillian Murphy, Olivia Wilde, Matthew Bomer, Alex Pettyfer i Vincent Kartheiser. S'estrenà el 28 d'octubre de 2011 als Estats Units d'Amèrica.

## Argument
La pel·lícula gira entorn d'una societat en la qual s'ha aconseguit anul·lar el gen que provoca l'envelliment, per aquest motiu totes les persones aparenten tenir 25 anys. El temps s'utilitza com a moneda de canvi per evitar la superpoblació. Així doncs la gent adinerada pot aspirar a viure eternament en canvi els pobres han de negociar per a continuar existint. Will (Justin Timberlake) és un home sense recursos del gueto que, després de ser acusat d'haver comès un crim que no ha comés, decideix fugir, segrestant a una jove "adinerada" (Amanda Seyfried).

## Producció
Amanda Seyfried va ser confirmada com a protagonista de In Time el 12 de juliol de 2010. Quinze dies després, la premsa va informar que al cantant Justin Timberlake se li havia ofert el rol protagonista masculí. Cillian Murphy es va incorporar a l'elenc el 9 d'agost del mateix any.
Les primeres fotografies del rodatge es van revelar el 28 d'octubre de 2010. 20th Century Fox i New Regency distribuirien la pel·lícula, mentre que la companyia Strike Entertainment, pertanyent a Marc Abraham i Eric Newman, estaria a càrrec de la producció.
En una entrevista amb Kristopher Tapley, Roger Deakins va declarar que filmaria la cinta en cinema digital, la qual cosa converteix a In Time en la seva primera obra en aquest format. Durant el rodatge, dut a terme a Los Angeles, Califòrnia, es van utilitzar càmeres Arri Alexa.

## Repartiment
- Justin Timberlake - Will Salas. Protagonista.
- Amanda Seyfried - Sylvia Weis. Protagonista.
- Olivia Wilde - Rachel Salas. Mare de Will Salas.
- Matt Bomer - Henry Hamilton.
- Cillian Murphy - Raymond Leon (guardià del temps).
- Elena Satine - Jasmine.
- Alex Pettyfer - Fortis.
- Johnny Galecki - Borel.
- Vincent Kartheiser - Philippe Weis.
- Rachel Roberts - Carrera.
- Ethan Peck - Constantin.
- Yaya Da Costa - Greta.
- Bella Heathcote - Michele Weis.
- Toby Hemingway - Kors (guardià del temps).
- Jessica Parker Kennedy - Edouarda.